# 天祿 (馬匹)
天祿（英語：Hong Kong Bet，烙號C082），是一匹曾在香港出賽的賽駒，先後由告東尼、丁冠豪、蘇偉賢訓練，而馬主則是何偉誠與李星強共同擁有。
天祿在來港前已在澳洲出賽，並奪得殷利殊幼馬錦標。來港服役期間獲得2冠2亞4季成績，退役時評分為76分。何君堯原本也是馬主之一，但他於2020年2月退股，不再擁有牠。

## 血統
天祿的父系「智能導彈」（Smart Missile），出賽6場獲3冠1亞，當中包括都文錦標。在香港擁有21匹子嗣，當中以「鞍歌」成績最好，擁有3場頭馬。母系Dublin Me Bet從未出賽，但5匹子嗣（包括天祿）全部都曾取得頭馬。

## 來港之前
天祿曾在澳洲出賽4次，當時馬名為Irish Bet，獲1冠2季。曾勝出殷利殊幼馬錦標，但後期進度不似預期，在二級賽天際錦標包尾而回，而三個月後復出競逐讓磅賽亦只能獲得季軍。所以當時澳洲的馬主認為牠潛力有限，於是把牠放售。

## 在港出賽

### 2018/19賽季
天祿在2019年4月7日首次在港出戰沙田1200米賽事，在吳嘉晉策騎下只獲得第7名。其後轉戰快活谷1000米賽事，表現有所改善。到第3次出戰法國五月盃，路程為快活谷1000米，終於在田泰安胯下獲得首場勝仗，更捧盃而回。其後在同程出戰，在田泰安胯下獲得第二場勝仗。

### 2019/20賽季

#### 2019年9月夜馬取消事件
天祿原定報名出戰9月18日的第二班快活谷1000米賽事，騎師同樣是田泰安。但是，由於馬主之一何君堯在香港修例風波中，多次發表支持香港政府、香港警察的惹火言論，更被指策動七二一元朗襲擊，所以有示威者發起包圍馬場「支持」天祿出賽，而且網民更揚言會以激光筆照射天祿。結果香港賽馬會在當日宣佈因安全理由，9月18日的夜馬全部取消，所有投注將獲得退款。
因為這次取消夜馬，明報估計馬會損失高達11億的投注額，而政府庫房也因此損失逾一億收入。而9月25日的夜馬則安排9場賽事（平時的夜馬只會安排8場賽事），以彌補損失的賽事。

##### 各界反應
馬主之一何君堯在9月19日，宣佈在和其餘兩位合夥人（李星強與何偉誠）商量後，暫時不會再為天祿報名出賽，直至局勢穩定為止。
練馬師霍利時認為，賽事取消的決定正確，並質疑天祿練馬師告東尼居港多年，應該知道何君堯不受（親泛民主派）示威者歡迎，不明白告東尼為何仍為天祿報名出賽。不過，騎師梁家俊、練馬師羅富全則表示，基於公眾、人馬安全，取消賽事可以理解，並尊重馬會的決定，始終人馬安全最重要。

#### 何君堯退股
何君堯在2020年2月開始，出讓天祿的擁有權，並將股份擁有權全數轉讓給何偉誠與李星強。而「天祿」亦從此擺脫「害群之馬」的污名。
2月8日，「天祿」久休復出，角逐田草二班1200米，結果在楊明綸胯下以第九名過終點。2月26日，「天祿」角逐跑馬地一班1200米，在梁家俊胯下跑第三。隨後兩次出賽（3月29日、4月8日），「天祿」分別換上郭能、田泰安策騎，亦以第四、第三名過終點。
2020年6月27日，天祿由告東尼轉投丁冠豪馬房。

### 2020/21賽季
季前，「天祿」發現左後蹄球節出現變異，需接受螺釘植入手術，結果又需要長時間休養。
2021年1月1日，天祿久休並且轉廐復出，在郭能胯下跑第六。
隨後，「天祿」再上陣8次，最佳成績亦只於6月23日在潘頓角逐谷草三班千二米胯下跑第二，落後頭馬「正本歡心」一又二分一馬位。
2021年7月21日，「天祿」由丁冠豪轉投蘇偉賢。

### 2021/22賽季
「天祿」轉投蘇偉賢後上陣5次，先後由莫雷拉、陳嘉熙、田泰安、莫雅、蔡明紹策騎，最佳成績亦止於兩次以第三名過終點，在2021年12月8日，在莫雅胯下角逐谷草三班千二米跑獲第三名，但於12月31日被獸醫發現左前腿懸韌帶受傷，其後於2022年4月28日通過獸醫檢驗，2022年5月25日久休兼傷愈復出，亦在蔡明紹胯下角逐谷草三班一千米以第三名過終點。
2022年6月30日，「天祿」正式結束在香港的競賽生涯，退役時評分為76分。

## 軼事
天祿在不出戰的時候，會留在從化馬場，只會在出賽時才運回香港。
而香港賽馬史上，先前曾經有兩匹同樣命名為「天祿」的馬匹，當中烙號AP126的「天祿」，其馬主何新榮是何君堯的父親。而何君堯曾表示，這匹馬之所以命名為「天祿」，是因為父親曾擁有同名賽駒。而另一匹烙號K146的「天祿」（馬主團體成員包括蘇啟聲、許亮華），和這匹「天祿」則無任何關連。